# Фулксмилл
Фулксмилл (англ. Foulkesmill; ирл. Muileann Fúca) — деревня в Ирландии, находится в графстве Уэксфорд (провинция Ленстер).